# Dimocarpus
Genre
Classification APG III (2009)
Dimocarpus est un genre de plantes de la famille des Sapindaceae. 

## Liste des espèces(à compléter)
Selon NCBI (8 mai 2010) :
- Dimocarpus australianus
- Dimocarpus confinis
- Dimocarpus longan

D'autres espèces sont :
- Dimocarpus dentatus
- Dimocarpus foveolatus
- Dimocarpus fumatus
  - Dimocarpus fumatus calcicola
  - Dimocarpus fumatus fumatus
  - Dimocarpus fumatus indochinensis
  - Dimocarpus fumatus javensis
  - Dimocarpus fumatus philippinensis
- Dimocarpus gardneri
- Dimocarpus leichhardtii
- Dimocarpus yunnanensis